# Silvo Hrast
Silvo Hrast - Džidži, slovenski partizan prvoborec, gospodarstvenik in politik * 1921, Trst, † 1999, Ljubljana.
Leta 1940 je postal član SKOJa. Naslednje leto se je pridružil NOB, kjer je postal član Varnostno-obveščevalne službe. Po vojni je deloval v gospodarstvu kot svetovalec podjetja Iskra in v letih 1953-1962 njegov generalni direktor. Bil je tudi pomočnik direktorja Inštituta za elektrozveze v Ljubljani (1948), pomočnik direktorja fizikalnega inštituta v Vinči (do 1952), sekretar za industrijo in član Izvršnega sveta Skupščine Ljudske republike Slovenije oz. Socialistične republike Slovenije, 1963-1967 poslanec zvezne skupščine, bil pa je tudi član različnih političnih forumov in komisij. Bil je predsednik Upravnega odbora Sklada Borisa Kidriča in predsednik UO jugoslovansko-italijanske trgovinske zbornice.

## Napredovanja
- rezervni kapetan JLA

## Odlikovanja
- red za hrabrost
- red bratstva in enotnosti II. stopnje
- red zaslug za ljudstvo III. stopnje
- partizanska spomenica 1941